# Elasto-Kapillarzahl
Die Elasto-Kapillarzahl (Formelzeichen: {\displaystyle {\mathit {Ec}}}) ist eine dimensionslose Kennzahl, die bei der kapillaren Verjüngung (oberflächenspannungsgetriebene Verjüngung einer instabilen Flüssigkeitsbrücke) von nicht-newtonschen Fluiden angewendet wird. Sie ist definiert als das Verhältnis zweier Zeitskalen:
{\displaystyle {\mathit {Ec}}={\frac {t_{ve}}{t_{e}}}}
mit
- der Zeitskala {\displaystyle t_{ve}=\lambda _{s}} der viskoelastisch kontrollierten Verjüngung
  - {\displaystyle \lambda _{s}}: Scherrelaxationszeit
- der Zeitskala {\displaystyle t_{v}={\frac {\eta _{0}D}{2\Gamma }}} der viskos kontrollierten Verjüngung
  - {\displaystyle \eta _{0}}: dynamische Viskosität der Flüssigkeit bei kleinen Scherraten
  - {\displaystyle D}: Durchmesser der Flüssigkeitsbrücke
  - {\displaystyle \Gamma }: Oberflächenspannung.

Somit gilt für die Elasto-Kapillarzahl:
{\displaystyle {\mathit {Ec}}={\frac {2\lambda _{s}\Gamma }{\eta _{0}D}}}
Alternativ kann die Elasto-Kapillarzahl berechnet werden als Verhältnis der Deborah-Zahl {\displaystyle {\mathit {De}}} zur Kapillarzahl {\displaystyle {\mathit {Ca}}}:
{\displaystyle {\mathit {Ec}}={\frac {\mathit {De}}{\mathit {Ca}}}}